# Фокиър (окръг, Вирджиния)
Окръг Фокиър (на английски: Fauquier County) е окръг в щата Вирджиния, Съединени американски щати. Площта му е 1686 km², а населението – 72 972 души (1 април 2020). Административен център е град Уорънтън.